# アコチアミド

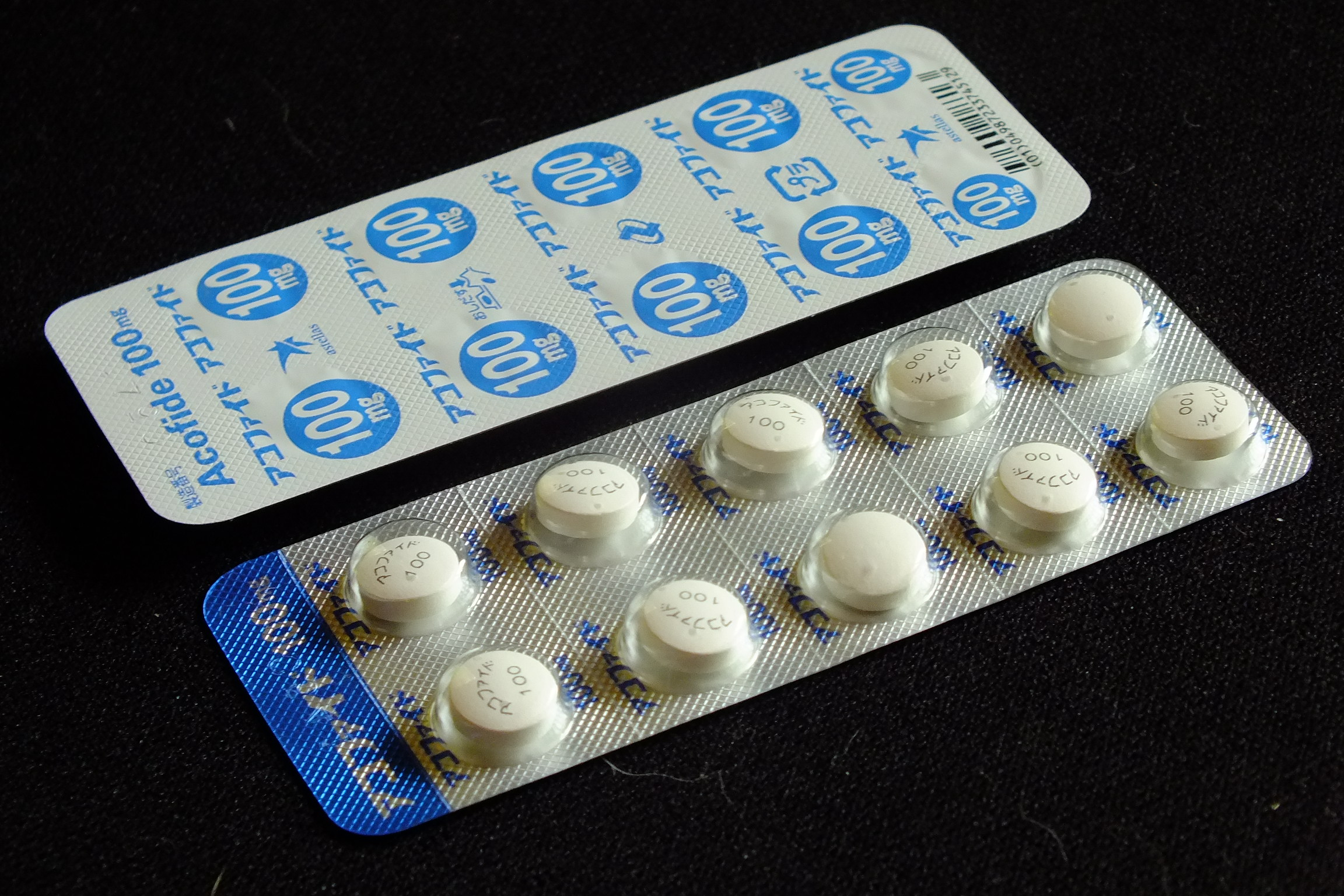
アコファイド錠100mg

アコチアミド（Acotiamide）はコリンエステラーゼ阻害剤の一種。世界初の機能性ディスペプシア (Dyspepsia) 治療薬として使用される。
ゼリア新薬工業により創製された新規化合物で、ゼリア新薬とアステラス製薬が共同開発を行った。開発コードはゼリア新薬がZ338、アステラス製薬がYM443であった。2013年3月25日付で厚生労働省より承認を得て、アコチアミド塩酸塩水和物がアコファイドの商品名で、100mgの錠剤として販売開始された。

## 効能・効果
機能性ディスペプシアにおける食後膨満感，上腹部膨満感，早期満腹感。
心窩部の疼痛や灼熱感に対する有効性は確認されていない。

## 副作用
臨床試験で見られた副作用は合計で16.3%であり、その内訳は下痢(2.1%)、便秘(1.6%)、悪心(0.8%)、嘔吐(0.5%)、血中プロラクチン増加(3.6%)、ALT(GPT)増加(1.8%)、AST(GOT)増加(1.0%)、γ-GTP増加(1.2%)、血中トリグリセリド増加(1.0%)、血中ビリルビン増加(0.7%)、血中ALP増加(0.5%)、白血球数増加(0.5%)等であった。重大な副作用は設定されていない。

## 作用機序
これまでの薬とは機序が全く異なり、胃の運動機能が低下をもたらす末梢性アセチルコリンを分解する酵素であるアセチルコリンエステラーゼに結合しその働きを失わせしめ、それによりアセチルコリンの量を上昇させることで胃の運動機能の改善をもたらせる。その結果、早期満腹感と食後膨満感の改善が見込める。ただ、主症状の一つである心窩部の疼痛や灼熱感に対しての効果は確認されていない。アセチルコリンエステラーゼ阻害薬はアコチアミド以外では、アリセプトやレミニールなどがある。

## 薬物動態
食前に服用される。空腹時や食後では最高血中濃度は4割程度低下する。